# Gustav Overbeck
Gustav von Overbeck (Lemgo, 4 marzo 1830 – Londra, 8 aprile 1894) è stato un diplomatico e avventuriero tedesco.

## Biografia
Nel 1850 si trasferì negli Stati Uniti con il cugino, dove scoprì il suo spirito da avventuriero. Nel 1854 ottenne un lavoro ad Hong Kong, dove, dal 1864, lavorerà come console dell'ambasciata austriaca. Morì all'età di 64 a Londra.